# 1968-as wimbledoni teniszbajnokság
Az 1968-as wimbledoni teniszbajnokság volt az első alkalom, hogy az open erában került lebonyolításra a verseny. Ez azt jelentette, hogy ettől kezdve már nemcsak amatőrök, hanem hivatásos teniszezők is részt vehettek a tornán. A férfiaknál az ausztrál Rod Laver, nőknél az amerikai Billie Jean King nyert a 82. alkalommal megrendezett tornán, amelyre június 24–július 6. között került sor.

## Döntők

### Férfi egyes
Rod Laver –  Tony Roche, 6–3, 6–4, 6–2

### Női egyes
Billie Jean King –  Judy Tegart, 9–7, 7–5

### Férfi páros
John Newcombe /  Tony Roche –  Ken Rosewall /  Fred Stolle, 6–3, 6–8, 14–12, 6–3

### Női páros
Billie Jean King /  Rosie Casals –  Françoise Durr /  Ann Haydon-Jones, 3–6, 6–4, 7–5

### Vegyes páros
Ken Fletcher /  Margaret Court –  Alex Metreveli /  Olga Morozova, 6–1, 14–12

## Juniorok

### Fiú egyéni
John Alexander –  Jacques Thamin, 6–1, 6–2

### Lány egyéni
Kristy Pigeon –  Lesley Hunt, 6–4, 6–3
Fiú és lány páros versenyeket először 1982-ben rendeztek Wimbledonban.